# Pont-l’Abbé-d’Arnoult
Pont-l’Abbé-d’Arnoult ist eine französische Gemeinde mit 1.793 Einwohnern (Stand 1. Januar 2022) im Département Charente-Maritime in der Region Nouvelle-Aquitaine. Die Bewohner werden Pontilabiens und Pontilabiennes genannt.

## Geografie
Sie liegt rund 23 Kilometer nordwestlich von Saintes und 15 Kilometer südlich von Rochefort, am Fluss Arnoult, der ab hier kanalisiert unter dem Namen Canal de Pont-l’Abbé weiter verläuft.

## Geschichte
- In der Antike reichte das Meer noch bis nach Pontum Labium (lat. wörtlich: Meereslippe), wie der Ort damals hieß.
- Im 12. Jahrhundert wurde in Pont-l’Abbé-d’Arnoult ein Priorat gegründet, als Tochterpriorat der Abbaye aux Dames, aus dem nahen Saintes, das der Obhut der Mutterabtei unterstellt und reich dotiert war mit einträglichen Ländereien. Das Priorat zählte zu jenen der Margarete von Navarra, der Schwester des französischen Königs Franz I. Die Priorate beanspruchten alle feudalen Rechte an Abgaben (Steuern, Gebühren, Zehent), und im Gegenzug sorgten sie für die Verwaltung und für Maßnahmen zur Verteidigung.
- Während der Religionskriege im 16. Jahrhundert wurde das Kloster in Brand gesetzt. Danach wurde es wiederhergestellt und im 17. Jahrhundert umgestaltet.
- In der Französischen Revolution wurde das Priorat als Nationalgut zum Abbruch durch die Bevölkerung verkauft.
- Im Jahr 1887 wurde die Kirche als Monument historique klassifiziert.

### Bevölkerungsentwicklung
| Jahr                       | 1962  | 1968 | 1975 | 1982 | 1990 | 1999 | 2009 | 2016 |
| Einwohner                  | 81230 | 1295 | 1341 | 1362 | 1385 | 1743 | 1716 | 1814 |
| Quellen: Cassini und INSEE |       |      |      |      |      |      |      |      |

## Sehenswürdigkeiten
Siehe auch: Liste der Monuments historiques in Pont-l’Abbé-d’Arnoult
- Kirche St-Pierre
- Ehemaliges Priorat mit Ursprüngen aus dem 14. Jahrhundert, seit 1987 als Monument historique eingeschrieben
- Ehemalige Stadtbefestigung, Stadttor aus dem 15. Jahrhundert seit 1926 als Monument historique eingeschrieben

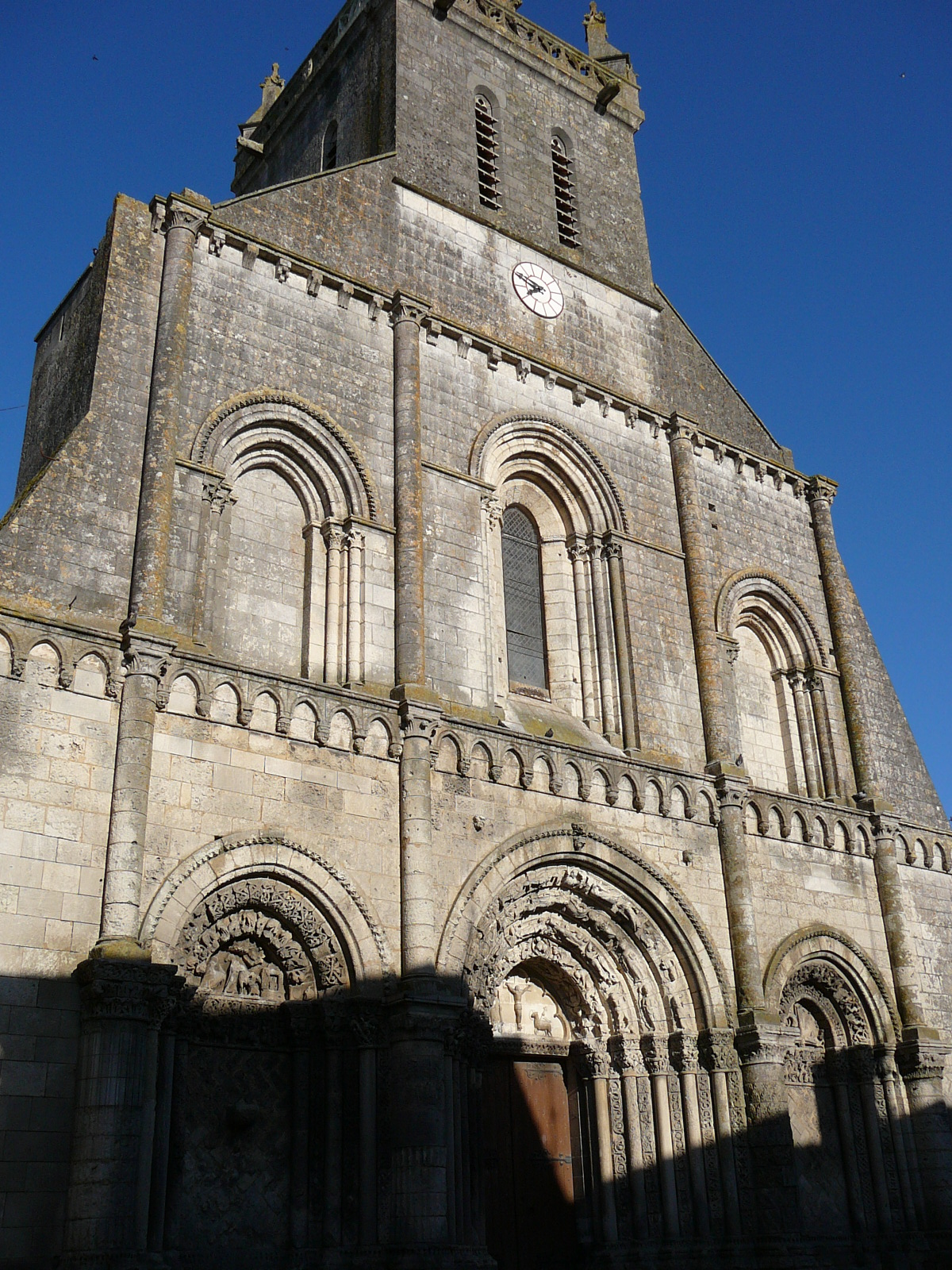
Kirche St-Pierre
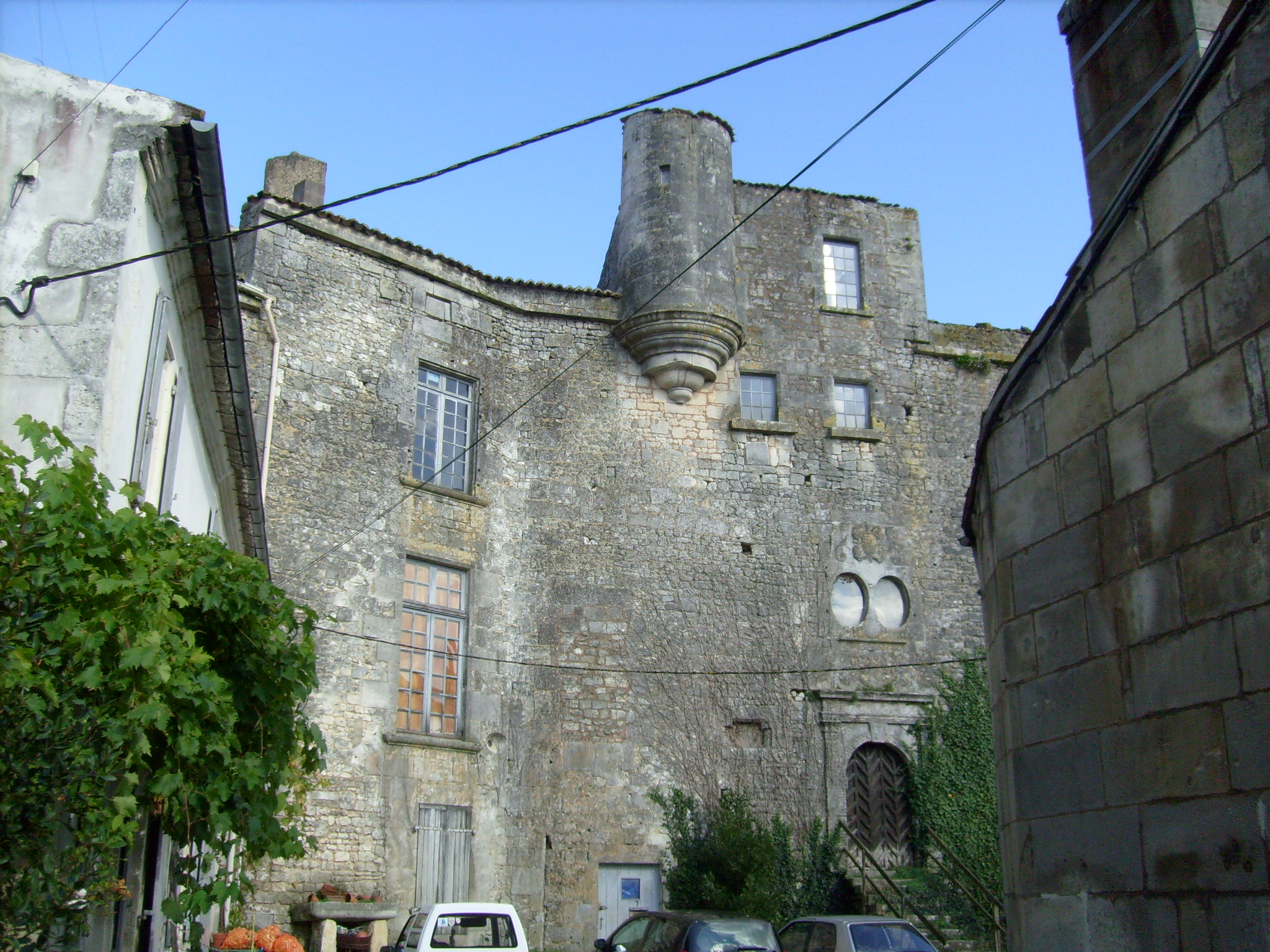
Ehemaliges Priorat
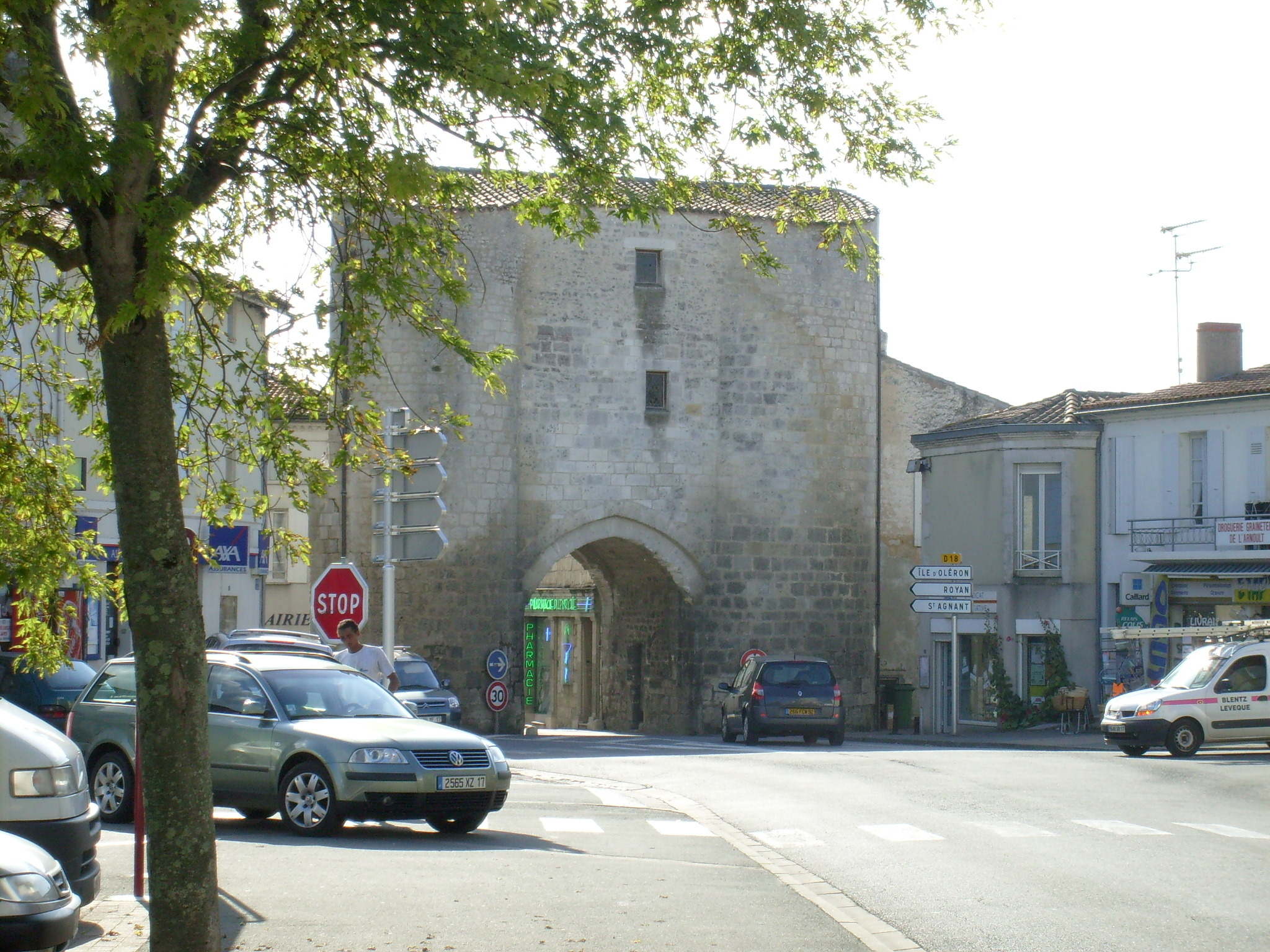
Stadttor
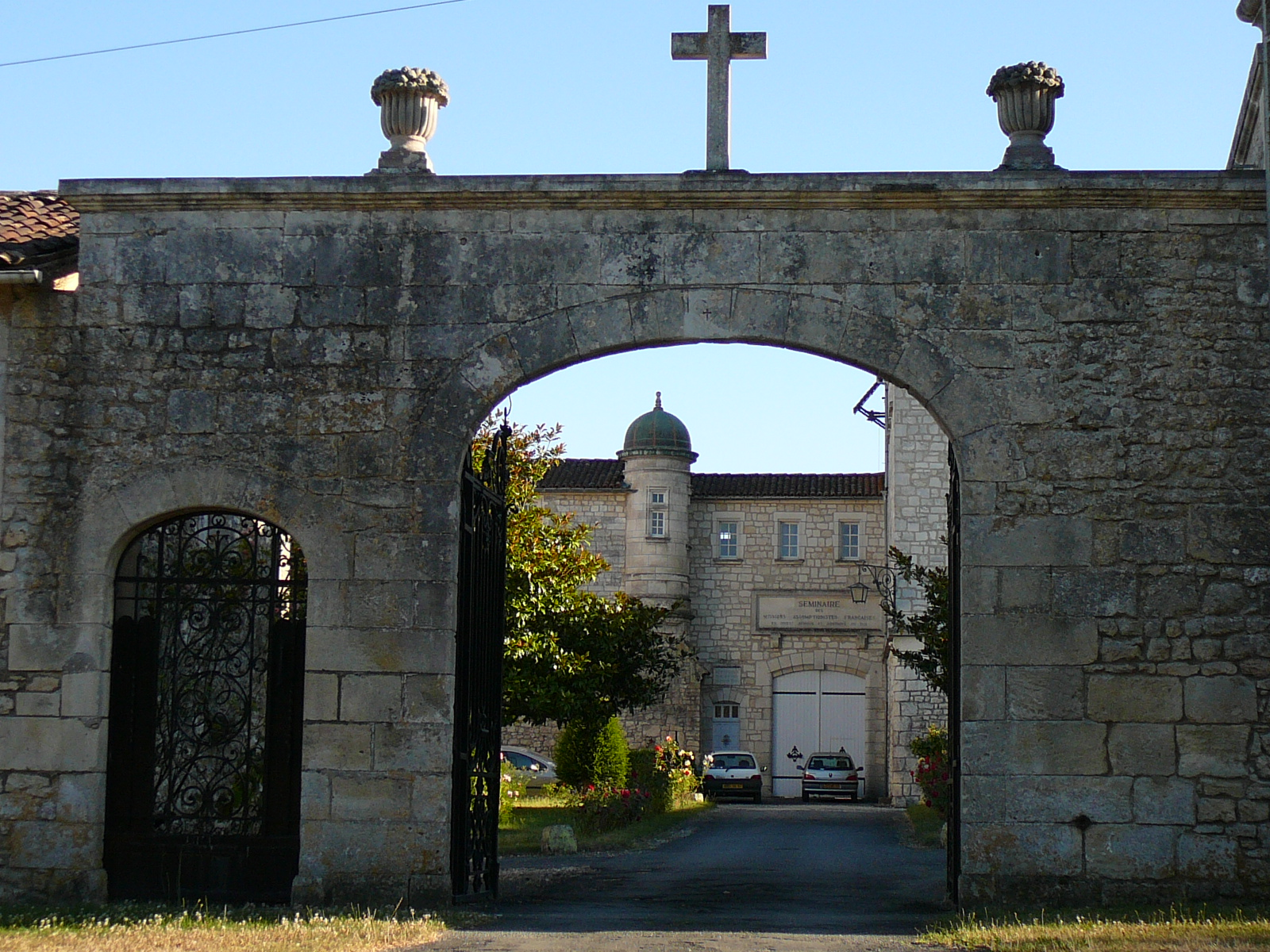
Eingang zum ehemaligen Priesterseminar